# Andrássy Universität Budapest

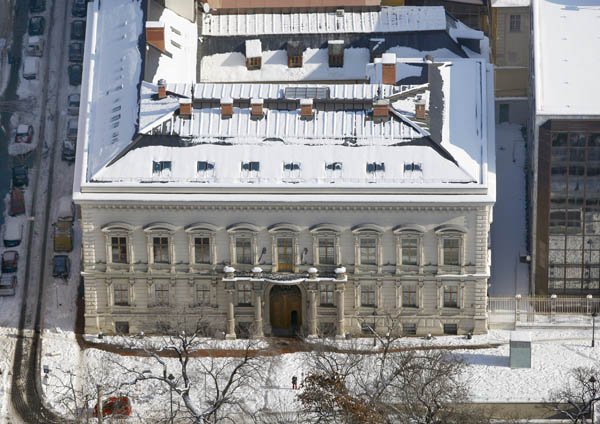
Das Universitätsgebäude aus der Vogelperspektive

Die Andrássy Gyula Deutschsprachige Universität Budapest (kurz: Andrássy Universität Budapest – AUB) ist eine private Universität mit Sitz in Budapest, der Hauptstadt von Ungarn. Die AUB ist die einzige vollständig deutschsprachige Universität außerhalb des deutschen Sprachraums und wurde nach deutschen Regeln und Kriterien akkreditiert. Als europäische Universität wird die AUB von fünf Partnerländern gefördert (Bundesrepublik Deutschland, Freistaat Bayern, Land Baden-Württemberg, Republik Österreich und Ungarn). Die Studien- und Lehrbedingungen werden regelmäßig durch Qualitätssicherungssysteme überprüft, die von der baden-württembergischen Evaluationsagentur evalag zertifiziert wurden. Außerdem wurde die AUB in das Exzellenzprogramm ungarischer Hochschulen aufgenommen und ist somit University of National Excellence.

## Geschichte
Die Andrássy Universität Budapest wurde 2001 von Ungarn, Österreich, Bayern und Baden-Württemberg gegründet. Unterzeichner der sogenannten „Ulmer Erklärung“ am 22. Februar 2001 waren Viktor Orbán, Edmund Stoiber, Erwin Teufel und Wolfgang Schüssel.
Am 2. September 2002 wurde das erste Studienjahr eröffnet. Offiziell eingeweiht wurde die Universität, unter anderem von Johannes Rau und Ferenc Mádl, am 29. November 2002.
György Hazai wurde von der öffentlichen Stiftung für die Deutschsprachige Universität, dem Trägerorgan der Universität, zum „Gründungsrektor“ ernannt. Erster gewählter Rektor war Miklós Kengyel (2003–2007). Zwischen 2008 und Anfang 2017 war András Masát Rektor der Universität. Von 2017 bis 2021 leitete Dietmar Meyer die AUB. Seit dem 17. September 2021 ist Zoltán Tibor Pállinger Rektor der Andrássy Universität.
Am 5. September 2013 gab das ungarische Ministerium für Humanressourcen (Emberi Erőforrások Minisztériuma – EMMI), bekannt, dass die Universität die Kriterien einer „Exzellenzuniversität“ (kiemelt felsőoktatási intézmény) erfüllt und deshalb im Zeitraum von 2013–16 im Rahmen der „Exzellenzförderung“ (kiválósági támogatás) des Ministeriums unterstützt wird. Die AUB darf sich seitdem als „University of National Excellence“ bezeichnen.
Die Akkreditierungskommission der Evaluationsagentur evalag (Evaluationsagentur Baden-Württemberg) bescheinigte der Universität am 20. September 2013, dass ihr Qualitätsmanagement-System dazu geeignet ist, die hohe Qualität der Studiengänge jederzeit zu sichern und die Studienangebote zielgerichtet weiterzuentwickeln. Damit ist die Andrássy Universität Budapest die erste ausländische Universität, die in Anlehnung an deutsche Regeln und Kriterien positiv begutachtet wurde.
Der Namensgeber der Universität, Graf Gyula Andrássy (1823–1890), war ein ungarischer Magnat, Aufständischer gegen Habsburg und führender Politiker in der österreichisch-ungarischen Doppelmonarchie.

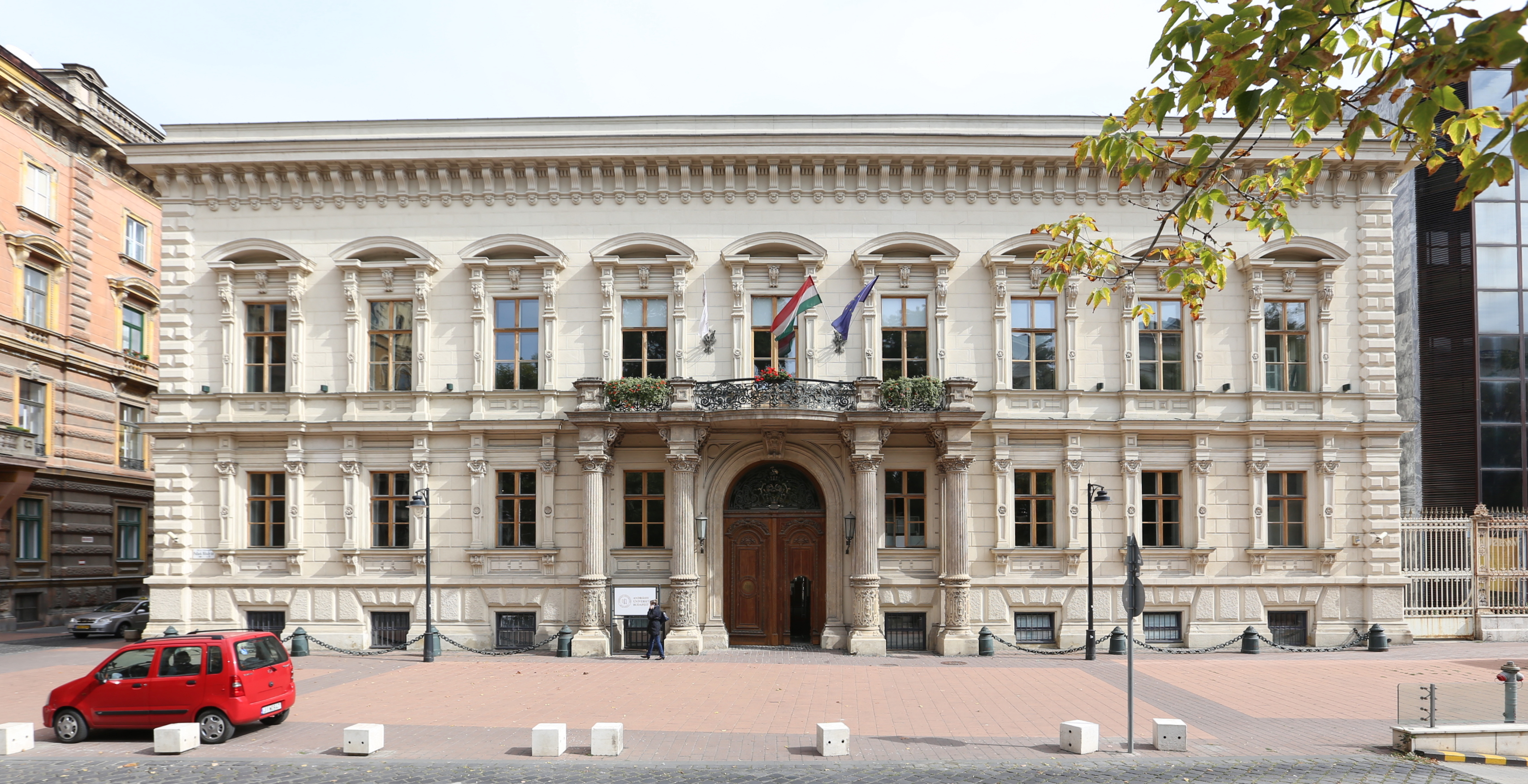
Hauptgebäude der Andrássy Universität Budapest

## Profil

### Gebäude
Seit Mitte August 2003 nutzt die AUB das renovierte Palais Festetics (Festetics Palota) als Universitätsgebäude. Seit der Renovierung lassen sich neben den historischen Räumen und klassischen Festsälen ebenfalls moderne Hörsäle und ein Auditorium Maximum finden. Der repräsentative Bau steht unter Denkmalschutz und ist unveräußerliches Eigentum des ungarischen Staates.

### Studiengänge
An der Andrássy Universität können die Studierende die folgenden Master- und Aufbaustudiengänge absolvieren:
- Bachelor in Internationalen Beziehungen[10]
- Master in Europäische und Internationale Verwaltung
- Master in International Economy and Business (auch als Doppelmasterprogramm zusammen mit der Universität Bamberg)
- Master in Internationalen Beziehungen (diesen auch in den Doppelmasterprogrammen zusammen mit der Universität Leipzig, der Universität Passau und der Universität Wuppertal)
- LL.M.-Programm (Master of Laws) in Vergleichende Staats- und Rechtswissenschaft
- Master in Mitteleuropäische Studien – Diplomatie (Kulturdiplomatie)
- Master in Management and Leadership (auch als Doppelmasterprogramm zusammen mit der Technischen Universität Dresden)

Das Ph.D.-Programm bietet unter dem Thema „Die Zukunft Mitteleuropas in der Europäischen Union“ ein interdisziplinäres Studium in vier Fächern an:
- Politikwissenschaft
- Geschichte
- Vergleichende Staats- und Rechtswissenschaften
- Wirtschaftswissenschaften

### International
Die AUB zeichnet sich durch eine ausgeprägte Internationalität aus. Die Studierenden kommen aus unterschiedlichsten Ländern, wobei der Fokus auf mittel(ost-)europäischen und deutschsprachigen Ländern liegt. Insgesamt sind es 37 Herkunftsländer, wobei Ungarn, Deutschland, Österreich, Rumänien und die Slowakei die Statistik anführen. Außerdem arbeitet die AUB mit verschiedenen Partneruniversitäten aus dem Ausland zusammen.

## Organisation

### Universitätsleitung
Rektor der Universität ist Zoltán Tibor Pállinger; Prorektorin für Forschung und wissenschaftlichen Nachwuchs ist Ellen Bos; Prorektor für Lehre und Studierende ist Stefan Okruch. Kanzlerin der Universität ist Gabriella Dobrin.

### Mitglieder des Universitätsrates
Der Universitätsrat der AUB besteht aus Personen, die in verantwortlicher Position in Wissenschaft, Kultur, Wirtschaft oder Politik tätig sind oder waren. Derzeit besteht der Universitätsrat aus 11 stimmberechtigten Personen:
- Godehard Ruppert, Präsident, Otto-Friedrich-Universität Bamberg
- Gergely Prőhle, Trägerstiftung der Andrássy Universität Budapest
- Peter Riedler, geschäftsführender Rektor, Karl-Franzens-Universität Graz
- Claus-Peter Clostermeyer, Ministerialdirigent a. D. Baden-Württemberg
- Gabriele Stauner, Ministerialdirektorin, Amtschefin der Staatsministerin für Bundes- und Europaangelegenheiten in der Bayerischen Staatskanzlei
- Katja Dorrmann, Kulturreferentin der Deutschen Botschaft in Budapest
- Dieter-Anton Binder, Andrássy Universität Budapest
- Christian Schubel, Andrássy Universität Budapest
- Christoph Ramoser, Abteilungsleiter, Bundesministerium Bildung, Wissenschaft und Forschung, Österreich
- Stephan Kirste, Universität Salzburg
- Ádám Török, Generalsekretär, Ungarische Akademie der Wissenschaften

### Professoren
Im Folgenden die gegenwärtigen Lehrstuhlleiter:
- Michael Anderheiden (Lehrstuhl für Europäisches Öffentliches Recht und seine Grundlagen)
- Georg Kastner (Lehrstuhl für Mitteleuropäische Geschichte)
- Christian Schubel (Lehrstuhl für Zivil- und Wirtschaftsrecht)
- Zoltán Tibor Pállinger (Lehrstuhl für Politische Theorie und Europäische Demokratieforschung)
- Michael Zimmermann (Lehrstuhl für Diplomatie I)
- Robert Klinke (Lehrstuhl für Diplomatie II)
- Dieter-Anton Binder (Lehrstuhl für Kulturwissenschaften)
- Ellen Bos (Lehrstuhl für Vergleichende Politikwissenschaft mit Schwerpunkt Mittel- und Osteuropa in der EU)
- Tim Alexander Herberger (Lehrstuhl für Betriebswirtschaftslehre, insbesondere Entrepreneurship, Finanzwirtschaft und Digitalisierung)
- Georg Trautnitz (Lehrstuhl für Betriebswirtschaftslehre, insbesondere Unternehmensführung, Organisation und Corporate Social Responsibility)
- Martina Eckardt (Lehrstuhl für Finanzwissenschaft)
- Stefan Okruch (Lehrstuhl für Wirtschaftspolitik)
- Dietmar Meyer (Lehrstuhl für Wirtschaftstheorie)

Der Lehrstuhl für Internationale und Europäische Politik, Verwaltungswissenschaft ist derzeit unbesetzt.

## Finanzierung
Die Universität wird von den Partnerländern Ungarn, Deutschland, Österreich und den deutschen Bundesländern Bayern und Baden-Württemberg gefördert. Diese Mittel werden von weiteren Sponsoren ergänzt. Außerdem wird die Universität von der autonomen Region Trentino-Südtirol und der Schweiz unterstützt. Der Sonderstatus der Andrássy Universität wurde 2010 aufgehoben, wodurch die Universität in das Hochschulsystem Ungarns aufgenommen wurde.
Studierende haben die Möglichkeit die Studiengebühren über verschiedene Stipendien zu decken.

## Partneruniversitäten
Österreich:
- Donau-Universität Krems
- Fachhochschule Burgenland
- Karl-Franzens Universität Graz
- Universität Innsbruck

Deutschland:
- Bergische Universität Wuppertal
- Deutsche Hochschule für Verwaltungswissenschaften Speyer
- Berlin School of Economics and Law
- FernUniversität Hagen
- Friedrich-Alexander-Universität Erlangen-Nürnberg
- Hochschule für angewandte Wissenschaften München
- HSBA Hamburg School of Business Administration
- Ostbayerische Technische Hochschule Amberg-Weiden
- Otto-Friedrich-Universität Bamberg
- Ruprecht-Karls-Universität Heidelberg
- Technische Hochschule Deggendorf
- Technische Universität Dresden
- Universität Bayreuth
- Universität Hildesheim
- Universität Leipzig
- Universität Osnabrück
- Universität Passau
- Virtuelle Hochschule Bayern

Belgien:
- Université Libre de Bruxelles

Georgien:
- Staatliche Iwane-Dschawachischwili-Universität Tiflis

Kasachstan:
- Deutsch-Kasachische Universität

Italien:
- Freie Universität Bozen

Rumänien:
- Babeș-Bolyai-Universität Cluj